# جيرونيس
جيرونيس (بالإسبانية: Gironés)‏ هي مقاطعة في كتالونيا، في إسبانيا، تقع في جرندة، بلغ عدد سكانها 186,178  نسمة وذلك حسب إحصائيات سنة 2016، عاصمتها غيرونا، تبلغ مساحتها 575.6 كيلومتر مربع.

## الموقع
تشترك في الحدود مع:
- أمبوردا الأعلى
- غاروتشا  [لغات أخرى]‏
- سيلبا
- أمبوردا الأسفل
- Pla de l'Estany [الإنجليزية]‏.

## التقسيمات الإدارية
- أيغوافيفا
- بيسكانو
- بورديلس
- كامبيوتش
- كانيت دي أدري
- كاسا دي لا سيلفا
- ثيلرا
- ثيرفيا دي تير
- فلاسا
- فورنيس دي لا سيلفا
- غيرونا
- جويا، جرندة
- ياغوستيرا
- يامبياس
- مادريمانيا
- كوارت
- سالت
- سان أندريس سالو
- سان غريغوريو
- سان خوان دي موييت
- سان جوردي ديسفايس
- سان خوليان دي راميس
- سان مارتين دي لييمانا
- سان مارتيفي
- ساريا دي تير
- فيلابلاريكس
- فيلاداسينس.